# Bedonia
Bedonia ist eine italienische Gemeinde (comune) mit 3122 Einwohnern (Stand 31. Dezember 2023) in der Provinz Parma in der Emilia-Romagna.

## Geographie
Die Gemeinde liegt etwa 65 Kilometer südwestlich von Parma am Pelpirana und grenzt unmittelbar an die Metropolitanstadt Genua und die Provinz Piacenza. Die umfasst die Fraktionen Alpe, Borio, Bruschi di Sopra, Bruschi di Sotto, Calice, Campore, Caneso, Carniglia, Casaleto, Casalporino, Casamurata, Case Gelana, Castagna, Castagnola, Castellaro, Cavadasca, Cavignaga, Ceio, Chiesiola, Cognole, Cornolo, Costa Alta, Costa Belvedere, Costa della Romana, Costa di Borio, Custi, Drusco, Follo, Fontanabonardi, Fontanachiosa, Fontanino, Foppiano, Forana, Fornolo, Illica, Le Coste, Libbia, Liveglia, Marazzano, Masanti di Sopra, Masanti di Sotto, Molino Anzola, Momarola, Montarsiccio, Montevacà, Monti, Moronera, Nociveglia, Piane di Carniglia, Pilati, Ponteceno, Porcile, Prato, Revoleto, Rio Grande, Rio Merlino, Rio Pansamora, Romezzano, Roncole, Salarolo, San Marco, Scopolo, Segalino, Selvola, Serra, Setterone, Spora, Strepeto, Tasola, Tomba, Travaglini und Volpara.
Nachbargemeinden sind Bardi, Compiano, Ferriere (PC), Santo Stefano d’Aveto (GE) und Tornolo.

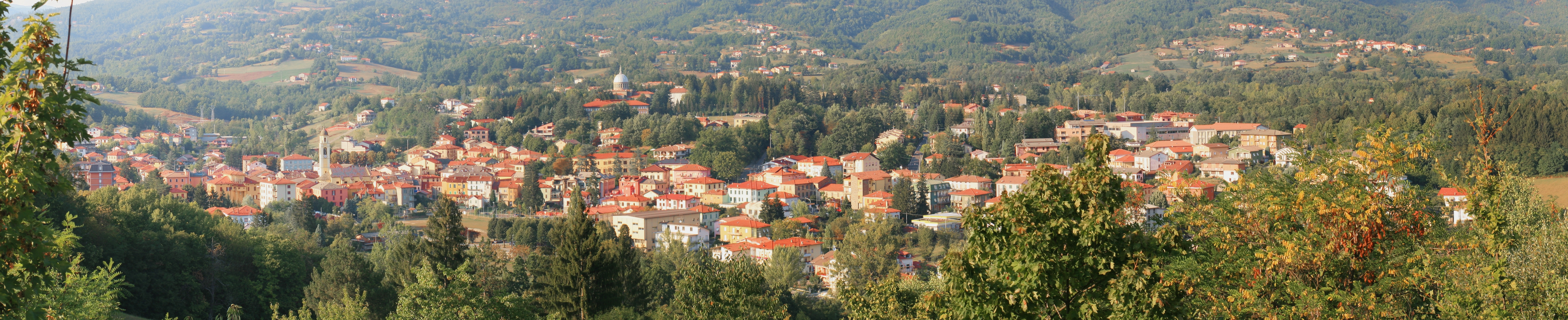
Panorama von Bedonia

## Verkehr
Bis nach Bedonia führt von Fidenza die frühere Strada Statale 359 di Salsomaggiore e di Bardi (heute eine Provinzstraße, SP 359R).

## Persönlichkeiten
- Mario Moglia (* 17. Dezember 1915 in Bedonia; † 9. März 1986 in Lugano), Maler, Kupferstecher, Mosaiker, Zeichner[2]